# Євна (велика княгиня)
Євна — дружина Гедиміна, великого князя литовського, знана лишень по Хроніці Биховця XVI століття, джерелу пізньому й ненадійному, де згадується єдино у зв'язку з власною кончиною («bo kniahinia Jewna umerła»). Цю подію литовський дослідник Альвідас Нікжентайтіс датував 1344 роком. Прикметно, що автор — чи то пак останній упорядник хроніки — прямо пов'язав смерть господарівни із тим, що невзабарі Ольгерд та Кейстут організували змову й низложили свого молодшого брата Євнута, позоставленого батьком на віленському престолі. На підставі цього історики, як-от Олег Ліцкевич або ж Стівен Крістофер Ровелл, висновують, що Євна посприяла сходженню Євнута на вершину влади й, либонь, допомагала тому керувати.
Ім'я жінки має литовське походження, перегукуючись у своїй реконструйованій формі *Jaunė із йменням Євнута: корінь jaun- такий самий, що і в лит. jaunas «молодий», яке сягає праіндоєвропейського іще *i̯eu- «юний». У старопрусському ономастиконі віднаходяться схожі імена (Javne, Jawnutte, Jawne-gede).   
Щоправда, і дотепер лишається дискусійним питання, чи була вона єдиною Гедиміновою обраницею. Наприклад, Рауданська хроніка — сфальсифікована Теодором Нарбутом пам'ятка буцім 1488 року, на котру покликались ранні дослідники — згадує трьох: 1) Віду, дочку Відмунда, куронського бортника шведського походження; 2) Ольгу, князівну смоленську; 3) Євну або Єву, доньку полоцького князя Івана Всеволодовича, брата попередниці. Звісно, жодних підтверджень сьому немає. Натомість дехто з медієвістів виказував здогадку, що їх могло бути двоє, чому вторить звістка Jüngere Hochmeisterchronik кінця XV ст. об Наримунті як зведенім браті Ольгерда й Кейстута, втім майже усі джерела називають їх рідними братами. На переконання ж вищепом'янутого Стівена Ровелла, господар женивсь лише раз — на язичниці, позаяк шлюб з польською чи руською княжною неодмінно б засвідчили тогочасні джерела. Суголосний йому Тенговський висунув притім гадку, що Євну могли пошлюбити ще до зайняття Гедиміном великокнязівського трону. 
За легендою, саме вона нібито заснувала православний чоловічий Ів'євський Успенський монастир, що проіснував аж до 1806 року. 

### Родина

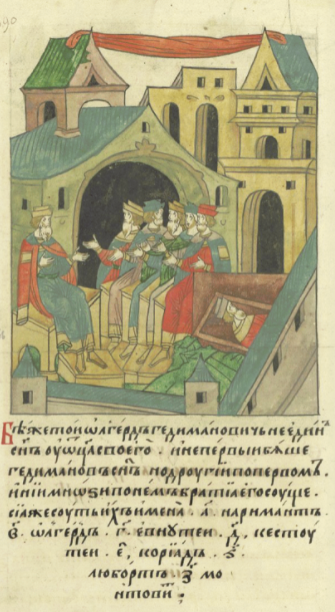
Зображення синів з Лицевого літописного зводу

Євна, якщо вважати її єдиною супутницею життя, народила мужеві семеро синів (Монтивида, Наримунта, Ольгерда, Явнута, Кейстута, Коріята, Любарта) і 5 доньок:
- Данута-Ельжбета, перед 1320 роком стала дружиною плоцького князя Вацлава Болеславовича;
- Марія, пішла під вінець з великим князем тверським Дмитром Михайловичем Грізні Очі;
- Альдона-Анна, 1325 р. побралась із польським королем Казимиром III;
- Євфимія (?), в 1331 вийшла заміж за галицько-волинського князя Юрія II Болеслава;
- Анастасія (Айгуста), стала жінкою великого московського князя Семена Івановича Гордого.